# Fledermaus-Polka
Fledermaus-Polka (Polka del pipistrello) op. 362, è una polka di Johann Strauss (figlio).
Anche quando Johann Strauss scriveva operette non si dimenticava della musica da ballo e così fu anche per Die Fledermaus, la sua terza operetta da cui arrangiò 6 brani.
La Fledermaus-polka fu ascoltata per la prima volta il 10 febbraio 1874 al Sofienbad-Saal, durante il ballo dell'associazione di artisti e giornalisti Concordia.
La polka, che fu eseguita per la prima volta dall'orchestra Strauss e dal compositore in persona, comprende melodie tratte dall'apertura (Ein Souper heut uns winkt) e dal coro del secondo atto (Im Feuerstrom der Reben) e dal duetto fra Eisenstein e Falke nel primo atto (Komm mit mir zum Souper).